# Sant Jaume del Clot del Grau
Sant Jaume del Clot del Grau és una capella del municipi de Castellfollit del Boix (Bages) inclosa en l'Inventari del Patrimoni Arquitectònic de Catalunya.

## Descripció
Capella d'una sola nau coberta amb volta de canyes, que es recolza sobre la paret i amb una teulada a doble vessant. El presbiteri està sobrealçat i en ell hi ha una petita imatge de sant Jaume. L'aparell interior és obrat amb carreus irregulars, a diferència de l'exterior que són de dimensions més grans i ben disposats en filades.
L'església presenta una estructura rectangular, amb una capçalera recta a migdia i sense cap obertura en aquesta part. La porta orientada al nord, té forma rectangular i en la llinda hi ha la data de 1862. Al capdamunt del mur de tramuntana s'alça un petit campanar d'espadanya amb la data de 1984, any en què s'acabà un petit campanar d'espadanya amb la data de 1984, any en què s'acabà la restauració de la capella, finançada amb la col·laboració de tots els pagesos de la contrada. A solixent hi ha un ample i ferm contrafort de 3'5 m aprox., mentre que a ponent n'hi ha un que mesura 1 m.

## Història
Està situada dins l'antic terme del castell de Castellfollit del Boix. Apareix citada el 1159 i el 1201 amb el nom de Sant Jaume del Grau. Hom creu que no degué passar de ser una capella rural. La fesomia de la construcció actual no sembla pas que presenti trets romànics. El seu estat de conservació és molt bo. Una amable senyora del mas que hi ha al costat deixa la clau. Les cases de la rodalia se senten molt seva la capella; prova del fet és que en finançaren la seva restauració.